# Muraenoidei
Sous-ordre
Les Muraenoidei sont un sous-ordre de poissons téléostéens serpentiformes.

## Liste des familles
- famille des Chlopsidae Rafinesque, 1815 -- Fausses murènes
- famille des Muraenidae Rafinesque, 1815 -- Murènes
  - sous-famille des Muraeninae
  - sous-famille des Uropterygiinae
- famille des Myrocongridae Gill, 1890